# 小森厚
小森 厚（こもり あつし、1928年1月15日 - 2002年4月3日）は、動物園職員の文筆家。
インド・ボンベイ生まれ、長崎県出身。1947年東京都立上野高等学校夜間部卒。在学中から上野動物園に就職。1964年から多摩動物公園勤務、飼育課長をへて1979年上野動物園飼育課長。1984年退職、日本動物園協会事務局長となる。日本動物園水族館協会専務理事、のち顧問を務めた。
1966年、毎日出版文化賞（小原秀雄,浦本昌紀共著『現代の記録・動物の世界』）受賞。

## 著書
- 『現代の記録動物の世界 第5巻 動物を飼育する』紀伊国屋書店 1964
- 『ムササビを飼う』安藤真樹, 門屋一雄え 小峰書店 自然科学シリーズ 1975
- 『動物のおやこ』小学館 小さな科学者シリーズ 1976
- 『上野動物園』郷学舎 東京公園文庫 1981
- 『どうぶつのおかあさん』藪内正幸絵 福音館書店 1981
- 『どうぶつ学名散策』東京書籍 東書選書 1983
- 『動物園ってたのしいな』浅川浩司絵 岩崎書店 1987
- 『聖書の中の動物たち』日本基督教団出版局 1992
- 『もう一つの上野動物園史』丸善ライブラリー 1997
- 『はな子が逃げた 私の動物園史』東京動物園協会 2002

### 共編著
- 『動物の図鑑』古賀忠道,今泉吉典共著 白木正一等絵 小学館の学習図鑑シリーズ 1958
- 『現代の記録動物の世界 第1巻 20世紀の新発見』浦本昌紀,小原秀雄共著 紀伊国屋書店 1964
- 『現代の記録動物の世界 第2巻 変わりゆく動物界』浦本昌紀, 小原秀雄共著　紀伊国屋書店 1965
- 『鳥のふしぎと飼いかた・ならしかた』林寿郎,松本喬史共著 あすなろ書房 1965
- 『みぢかな小動物のふしぎと飼いかた』林寿郎,杉浦宏共著 あすなろ書房 1966
- 『ペットの飼育事典 ホーム・コンサルタント』久田迪夫,矢島稔共編 小学館 1971
- 『小学館の学習百科図鑑 5 動物の図鑑』編 1972

### 翻訳
- ウイリアム・スミス編『聖書動物大事典』藤本時男共編訳 国書刊行会 2002